# Палмер, Эдуард Ванс
Эдуа́рд Ви́виан «Ванс» Па́лмер (англ. Edward Vivian "Vance" Palmer; 28 августа 1885 — 15 июля 1959) — австралийский писатель, драматург и критик. Автор рассказов, романов, критических работ, стихов, пьес и эссе.

## Биография
Родился в семье учителя. Начинал как журналист. Писал под псевдонимом Ранн Дейли (англ. Rann Daly). В 1907 году был в России и Японии. На его политические взгляды повлияла работа для «The New Age». и ориентация на Альфреда Орейджа и других гильдейских социалистов.
Палмер встретил свою будущую жену Джанет (Нетти) Хиггинс в Мельбурне в 1909 году. Они поженились в Лондоне в 1914 году и были на отдыхе во Франции, когда началась Первая мировая война. Оттуда они вернулись в Лондон, где в 1915 году родилась их старшая дочь Эйлин, и в Австралию. В 1918 году Палмер записался в Австралийские имперские силы и был отправлен в Европу на войну, но она закончилась до его прибытия. 
И Ванс, и Нетти начали публиковать стихи, рассказы, критику и журналистику еще до войны, но полностью посвятили себя литературе в 1920-х годах, живя в рыбацкой деревне Калаундра (Квинсленд). Палмер опубликовал свой первый роман в 1920 году, а хорошо принятую пьесу «Черный конь» — в 1924 году. 
Во время Второй мировой войны Вэнс и Нетти решительно выступали против наступления фашизма, будь то в Австралии или за рубежом. Поскольку они были свидетелями эрозии демократических прав во время Первой мировой войны, их работа заключалась в укреплении веры австралийцев в эгалитаризм. 
Палмер в 1940-е опубликовал ряд исторических и биографических работ, а в послевоенные годы — трилогию, основанную на жизни лейбористского политика из Квинсленда Теда Теодора. Член консультативного совета Австралийского совета (Australia Council), Палмер в период маккартизма 1950-х годов подвергся нападкам как коммунистический «попутчик».
В 1954 году Палмер опубликовал «Легенду девяностых» — критическое исследование развития националистической традиции в австралийской литературе. В последние десятилетия своей жизни он запомнился регулярными радиопередачами о книгах и писаниях. Последние годы супругом были омрачены их собственным плохим здоровьем и беспокойством о дочери Эйлин, которая в 1948 году перенесла нервный срыв и стала алкоголичкой. Палмер умер от болезни сердца в 1959 году.

## Сочинения

### Романы
- The Shantykeeper’s Daughter (1920)
- The Boss of Killara (1922)
- The Enchanted Island : A Novel (1923)
- The Outpost (1924)
- Кронулла / Cronulla : A Story of Station Life (1924)
- Аванпост / Secret Harbor (1925)
- Spinifex (1927)
- The Man Hamilton (1928)
- Люди человечны / Men Are Human (1930)
- Переправа / The Passage (1930)
- Daybreak (1932)
- Семья Суэйнов / The Swayne Family (1934)
- Легенда о Сандерсоне / Legend For Sanderson (1937)
- Циклон / Cyclone (1947)
- Голконда / Golconda (1948)
- Seedtime (1957)
- The Big Fellow (1959)

### Сборники рассказов
- Мир людей / The World of Men (1915)
- Separate Lives (1931)
- Sea and Spinifex (1934)
- Let the Birds Fly 1955)
- The Rainbow-Bird and Other Stories (1957) compiled by Allan Edwards
- The Brand of the Wild and Early Sketches (2002)

### Поэтические сборники
- The Forerunners (1915)
- The Camp (1920)
- Old Australian Bush Ballads (1950) with Margaret Sutherland (composer)

### Пьесы
- The Black Horse and Other Plays (1924)

### Эссе
- National Portraits (1940)
- A.G. Stephens : His Life and Work by A. G. Stephens (1941) edited by Vance Palmer
- Louis Esson and the Australian Theatre by Louis Esson, edited by Vance Palmer (1948)
- Intimate Portraits and Other Pieces : Essays and Articles (1969) compiled by Harry Payne Heseltine
- Letters of Vance and Nettie Palmer 1915—1963 (1977) edited by Vivian Smith

### Издания на русском языке
- Палмер, Эдуард Ванс, Серебристый дуб — М., 1958.